# Carlos Espinosa de los Monteros Sagaseta de Ilurdoz
Carlos Espinosa de los Monteros y Sagaseta de Illúrdoz (Pamplona, 12 d'abril de 1847 - Madrid, 27 de maig de 1928) fou un militar, cartògraf i polític navarrès.

## Biografia
Va estudiar a l'Escola Major de l'Exèrcit i va participar en la Tercera Guerra Carlina (1872-1876), amb el grau de coronel. Va ser secretari de la Junta Superior Facultativa d'Estat Major, cap de secció i cap del gabinet del Ministeri de la Guerra, General de la Xna Divisió i governador militar de Pamplona i de la província de Navarra (1908-1912). El 25 de desembre de 1912 va ascendir a tinent general.
Estava casat amb Dolores Bermejillo y García Menocal. Va ser el primer marquès de Valtierra, títol instituït el 1907. Va ser també elegit diputat del Partit Liberal Fusionista a les eleccions generals espanyoles de 1881 pel districte d'Albocàsser, governador civil de Guipúscoa i de la província de Barcelona (1903), i director general de Correus i Telègrafs (1907) Va servir com agregat militar de l'ambaixada d'Espanya a Londres (1873) i Viena (1888). Va ser ambaixador d'Espanya a França des de fins al 29 de desembre de 1915, quan va esdevenir Capità General de la VI Regió Militar. El 1877 es va integrar en la Comissió Històrica de la Guerra Civil. Hi va fer tasques topogràfiques com l'aixecament dels plànols de la vila de Bilbao i de Sant Sebastià. Va pertànyer a l'Institut Geogràfic. Durant la Tercera Guerra Carlina va publicar diversos articles sobre tècnica militar a El Imparcial, sota el pseudònim d'Óscar Sinopesa Montes de Loros.
Fou pare de Carlos i Eugenio Espinosa de los Monteros y Bermejillo.